# Arrondissement de Château-Chinon (Ville)
L'arrondissement de Château-Chinon (Ville), ou souvent simplement arrondissement de Château-Chinon, est une division administrative française, située dans le département de la Nièvre et la région Bourgogne-Franche-Comté.
Précision : la nomenclature officielle (INSEE) utilisait, jusqu'en 2008, la curieuse graphie Château-Chinon(Ville), sans espace dans le nom, conformément au nom officiel de la ville chef-lieu d’arrondissement jusqu'à cette date. En dehors de cet usage officiel, cette graphie était peu respectée, tandis que, dans le langage courant, est utilisée l’expression « arrondissement de Château-Chinon », sans le terme « (Ville) » également souvent omis pour le nom de la commune chef-lieu d’arrondissement, mais non nécessaire aux noms de l’arrondissement ou du canton.
Depuis l'établissement du Code officiel géographique de 2009, la graphie officielle de l'arrondissement est Arrondissement de Château-Chinon (Ville) (avec une espace).

## Composition

### Composition avant 2015
Cet arrondissement était composé des cantons suivants :
- canton de Château-Chinon (Ville) ;
- canton de Châtillon-en-Bazois (supprimé en 2015) ;
- canton de Fours (supprimé en 2015) ;
- canton de Luzy ;
- canton de Montsauche-les-Settons (supprimé en 2015) ;
- canton de Moulins-Engilbert (supprimé en 2015).

### Composition depuis 2016
Depuis 2015, le nombre de communes des arrondissements varie chaque année soit du fait du redécoupage cantonal de 2014 qui a conduit à l'ajustement de périmètres de certains arrondissements, soit à la suite de la création de communes nouvelles.
La composition de l'arrondissement est modifiée par l'arrêté du 27 décembre 2016.
Au 1er janvier 2024, l'arrondissement groupe les 80 communes suivantes :
1. Achun
2. Alligny-en-Morvan
3. Alluy
4. Arleuf
5. Aunay-en-Bazois
6. Avrée
7. Bazoches
8. Biches
9. Blismes
10. Brassy
11. Brinay
12. Cercy-la-Tour
13. Chalaux
14. Charrin
15. Château-Chinon (Campagne)
16. Château-Chinon (Ville)
17. Châtillon-en-Bazois
18. Châtin
19. Chaumard
20. Chiddes
21. Chougny
22. Corancy
23. Dommartin
24. Dun-les-Places
25. Dun-sur-Grandry
26. Empury
27. Fâchin
28. Fléty
29. Fours
30. Gien-sur-Cure
31. Glux-en-Glenne
32. Gouloux
33. Isenay
34. Lanty
35. Larochemillay
36. Lavault-de-Frétoy
37. Limanton
38. Lormes
39. Luzy
40. Marigny-l'Église
41. Maux
42. Millay
43. Montambert
44. Montapas
45. Montaron
46. Mont-et-Marré
47. Montigny-en-Morvan
48. Montigny-sur-Canne
49. Montsauche-les-Settons
50. Moulins-Engilbert
51. Moux-en-Morvan
52. La Nocle-Maulaix
53. Onlay
54. Ougny
55. Ouroux-en-Morvan
56. Planchez
57. Poil
58. Préporché
59. Rémilly
60. Saint-Agnan
61. Saint-André-en-Morvan
62. Saint-Brisson
63. Saint-Gratien-Savigny
64. Saint-Hilaire-en-Morvan
65. Saint-Hilaire-Fontaine
66. Saint-Honoré-les-Bains
67. Saint-Léger-de-Fougeret
68. Saint-Martin-du-Puy
69. Saint-Péreuse
70. Saint-Seine
71. Savigny-Poil-Fol
72. Sémelay
73. Sermages
74. Tamnay-en-Bazois
75. Tazilly
76. Ternant
77. Thaix
78. Tintury
79. Vandenesse
80. Villapourçon

## Démographie
En 2022, l'arrondissement comptait 27 068 habitants.
| 1968   | 1975   | 1982   | 1990   | 1999   | 2006   | 2011   | 2016   | 2021   |
| ------ | ------ | ------ | ------ | ------ | ------ | ------ | ------ | ------ |
| 38 506 | 35 469 | 32 824 | 30 214 | 28 141 | 27 460 | 26 568 | 28 291 | 27 268 |

| 2022   | - | - | - | - | - | - | - | - |
| ------ | - | - | - | - | - | - | - | - |
| 27 068 | - | - | - | - | - | - | - | - |

## Sous-préfets
| Période          | Période         | Identité              | Fonction précédente | Observation |
| ---------------- | --------------- | --------------------- | ------------------- | ----------- |
|                  |                 |                       |                     |             |
| 30 décembre 1877 |                 | Lucien Gueneau        |                     |             |
|                  |                 |                       |                     |             |
| 31 décembre 1921 | 20 janvier 1922 | Marc Eugène Chevalier |                     |             |
|                  |                 |                       |                     |             |